# Pteraspidomorphi
Classe
Sous-classes de rang inférieur
- †Arandaspida
- †Astraspida
- †Heterostraci

Synonymes
- Diplorhina[1]

Les Pteraspidomorphi sont une classe fossile d'animaux vertébrés sans mâchoires.

## Liste des taxons inférieurs
Selon ADW :
- classe des Pteraspidomorphi
  - sous-classe des Pteraspidomorphi
    - ordre des Myxiniformes
      - famille des Myxinidae

Selon Tolweb (classification phylogénétique) :
- Vertebrata
  - Pteraspidomorphi †
    - node 1
      - node 2
        - Heterostraci †
        - Eriptychiida †

      - Astraspida †

    - Arandaspida †

## Liste des sous-classes et ordres
Selon BioLib (9 décembre 2018) :
- sous-classe des Arandaspida Ritchie & Gilbert-Tomlinson, 1977 †
  - ordre des Arandaspidiformes †
- sous-classe des Astraspida Berg, 1940 †
  - ordre des Astraspidiformes Berg, 1940 †
  - ordre des Tesakoviaspidida Valentina Karatajute-Talimaa & Moya Meredith Smith, 2004 †
- sous-classe des Heterostraci Lankester, 1868 †
  - ordre des Corvaspidiformes †
  - ordre des Cyathaspidiformes †
  - ordre des Eriptychiida Orvig, 1958 †
  - ordre des Psammosteiformes †
  - ordre des Pteraspidiformes Berg, 1940 †
  - ordre des Traquairaspidiformes †